# Hector Dyer
Pour les articles homonymes, voir Dyer.
 (mai 2025).
Si vous disposez d'ouvrages ou d'articles de référence ou si vous connaissez des sites web de qualité traitant du thème abordé ici, merci de compléter l'article en donnant les références utiles à sa vérifiabilité et en les liant à la section « Notes et références ».
Hector « Hec » Monroe Dyer (né le 2 juin 1910 à Los Angeles — mort le 19 mai 1990 à Fullerton (Californie)) était un athlète américain, spécialiste du sprint.
Après avoir remporté les Championnats IC4A sur 220 yards en 1930, il est le troisième relayeur américain sur 4 × 100 m lors des Jeux olympiques dans sa ville natale : il remporte la médaille d'or avec un nouveau record du monde porté à 40 s 0.